# Chris Niedenthal

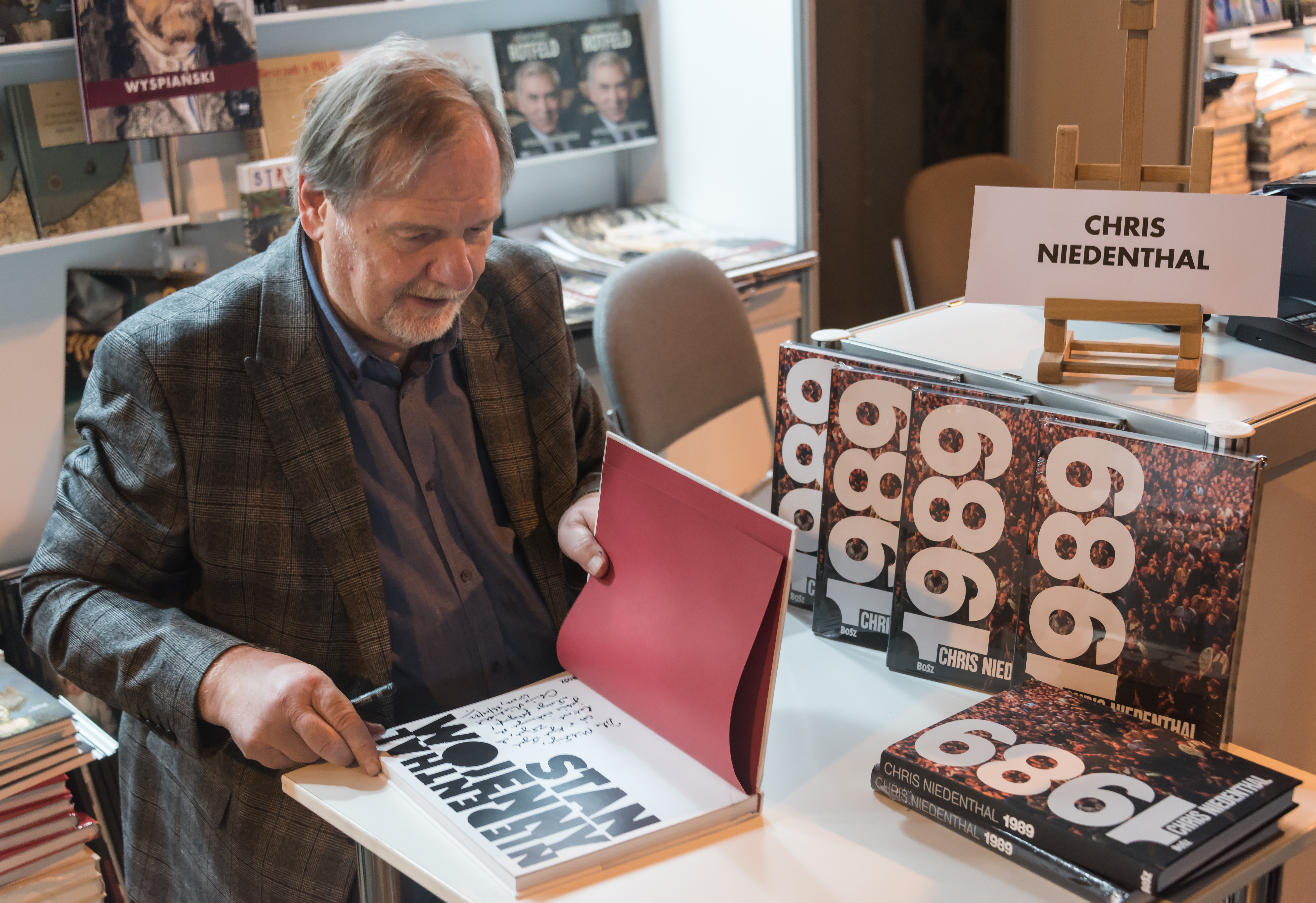
Chris Niedenthal podpisujący swoje albumy podczas XXX Targów Książki Historycznej w Warszawie (2022)

Chris Niedenthal, właśc. Christopher Jan Niedenthal (ur. 21 października 1950 w Londynie) – brytyjsko-polski fotograf, jeden z najbardziej cenionych fotoreporterów europejskich. Członek rzeczywisty ZPAF. Laureat nagrody World Press Photo w 1986. Autor licznych wystaw.

## Życiorys
Urodził się w rodzinie polskich emigrantów wojennych, jest synem Jana Niedenthala (1906–1976, przed wojną wiceprokuratora Sądu Okręgowego w Wilnie, na emigracji pracownika Ministerstwa Oświaty Wielkiej Brytanii) i Heleny z domu Łyżwańskiej (1914–2001, zatrudnionej w Polskiej Agencji Telegraficznej, na emigracji zajęła się prowadzeniem domu); brat Krystyny. Język polski poznał, uczęszczając do szkółki sobotniej, a ojczyznę rodziców po raz pierwszy odwiedził wraz z nimi w 1963.
Pierwszy aparat fotograficzny – Kodak Starmite – otrzymał w wieku 11 lat w nagrodę za zdanie egzaminu. Ukończył trzyletnie studia fotograficzne w London College of Printing. W Polsce zamieszkał od 1973 roku. Po kilku latach w roli wolnego strzelca (pracując m.in. dla „Sterna”) został zatrudniony jako korespondent „Newsweeka” w Polsce. Pierwszy duży materiał fotograficzny zarejestrowany wtedy przez Chrisa Niedenthala przedstawiał „nielegalne” i prowizoryczne kościoły, tworzone pomimo zakazu władz państwowych.
W 1978 był pierwszym fotoreporterem, który po wyborze Karola Wojtyły na papieża przyjechał do jego rodzinnego miasta Wadowic. 17 października wykonał zdjęcia księgi parafialnej, w której ksiądz dr Edward Zacher dokonał wpisu o powołaniu kardynała Wojtyły na Stolicę Piotrową. W kolejnym roku, podczas pielgrzymki papieża do ojczyzny, wykonał zdjęcie, które trafiło na okładkę „Newsweeka” – sfotografował na Jasnej Górze Jana Pawła II trzymającego goździki, jak również trzymającego na rękach małą, zapłakaną dziewczynkę w czerwonej chusteczce.
Wraz z angielskim dziennikarzem, Michaelem Dobbsem, był pierwszym zagranicznym fotoreporterem wpuszczonym do Stoczni Gdańskiej podczas strajku w 1980.
Po wprowadzeniu stanu wojennego w Polsce wykonywał z ukrycia zdjęcia. Jedno z nich przedstawia transporter opancerzony SKOT, stojący na tle billboardu reklamującego film Czas apokalipsy Francisa Forda Coppoli, wiszącego na budynku kina „Moskwa” w Warszawie (zdjęcie to trafiło m.in. na okładkę wydanej w 2006 książki prof. Andrzeja Paczkowskiego Wojna polsko-jaruzelska, a także na okładkę książki Gabriela Meretika Noc Generała). Niewywołane filmy w tym okresie przekazywał turystom i osobom wyjeżdżającym z Polski, by dostarczyli je do redakcji „Newsweeka”. Sam obawiał się wyjechać z kraju, nie mając pewności, czy zostanie z powrotem wpuszczony.
Laureat nagrody World Press Photo w 1986 za portret sekretarza generalnego węgierskiego KC – Jánosa Kádára, który trafił na okładkę „Time’a”. W 1987 zamieszkał z rodziną w Austrii, gdzie mieściło się biuro „Time’a” na Europę Wschodnią. W 1995 założył w Warszawie studio fotografii reklamowej „Magic media”. W 1998 otrzymał obywatelstwo polskie.
W 1999 zaprezentował cykl kilkudziesięciu zdjęć w dużym formacie, zatytułowany „Tabu • Portrety nie portretowanych”, w ramach którego portretował dzieci niepełnosprawne umysłowo. Pierwotnie Niedenthal planował zatytułować wystawę „Niech Moc będzie z tobą!”, jednak ostatecznie wybrał nazwę „Tabu”, chcąc lepiej podkreślić problem niepełnosprawnych dzieci oraz przełamywania lęku przed innością. Temat podsunęła fotografowi kuzynka, Magda Klemm, wychowująca niepełnosprawnego syna. Wystawa prezentowana była między innymi w Starej Galerii ZPAF w Warszawie, Muzeum Ziemi Lubuskiej w marcu i kwietniu 2001 oraz Bratysławie, Wiedniu i Hamburgu.
Wraz z przyjacielem Tadeuszem Rolkem zrealizował w 2001 projekt „Sąsiadka”, nawiązujący do książki Jana Tomasza Grossa i filmu Agnieszki Arnold o tym samym tytule, opowiadający o pogromie Żydów w Jedwabnem. Bohaterką zdjęć w scenerii żydowskich miasteczek była sąsiadka Rolkego z bloku, młoda Wietnamka – Maja. Wystawa prezentowana była w warszawskiej Zachęcie i Muzeum Ziemi Lubuskiej w Zielonej Górze.
W 2004, nakładem wydawnictwa BOSZ Szymanik i Wspólnicy, ukazał się album Polska Rzeczpospolita Ludowa • Rekwizyty, zawierający 130 zdjęć Niedenthala z lat 70. i 80. z komentarzem dziennikarza „Gazety Wyborczej” Jacka Hugo-Badera. W 2006, pod patronatem honorowym prezydenta Lecha Kaczyńskiego, nakładem wydawnictwa Edipresse Polska, ukazał się kolejny zbiór fotografii Niedenthala z okresu stanu wojennego, zatytułowany 13/12 • Polska stanu wojennego. Pomysł zrodził się po tym, jak IPN przekazał fotografowi teczkę dotyczącą jego osoby, sporządzaną przez funkcjonariuszy SB od 1973. Album dostępny zarówno w języku polskim, jak i angielskim, zawiera zarówno znane, jak i dotąd niepublikowane zdjęcia dokumentujące zajścia z lat 1981–1983.
W 2011 r. nakładem wydawnictwa Edition.Fototapeta wydano album Niedenthala In Your Face. Oblicza Niedawnej Przeszłości w wersjach polskiej i niemieckiej. W tym samym roku Wydawnictwo Marginesy wydało autobiografię Niedenthala Chris Niedenthal. Zawód: Fotograf. W 2014 r. wydawnictwo BoSz wydało w wersji dwujęzycznej (polskiej i angielskiej) album Chris Niedenthal. Wybrane Fotografie 1973–1989 (Chris Niedenthal. Selected Photographs 1973–1989).
Został członkiem honorowego komitetu poparcia Bronisława Komorowskiego przed przyspieszonymi wyborami prezydenckimi 2010 oraz przed wyborami prezydenckimi w Polsce w 2015 roku.
W 2022 roku Dom Spotkań z Historią zrealizował wystawę poświęconą całokształtowi twórczości Chrisa Niedenthala, zatytułowaną jego nazwiskiem. Kuratorkami wystawy zostały Anna Brzezińska i Katarzyna Puchalska.
Został mężem germanistki i tłumaczki literatury niemieckiej, Karoliny Niedenthal. Jest ojcem dziennikarza, Filipa Niedenthala, byłego redaktora naczelnego polskiej edycji miesięcznika „Vogue”. Gra amatorsko na perkusji.

## Odznaczenia i nagrody
- Krzyż Oficerski Orderu Odrodzenia Polski (postanowieniem prezydenta RP Bronisława Komorowskiego z 21 maja 2013 za wybitne zasługi we wspieraniu przemian demokratycznych w Polsce, za dawanie świadectwa prawdzie o sytuacji w Polsce w czasie stanu wojennego, za osiągnięcia w działalności dziennikarskiej)[14]
- Srebrny Medal „Zasłużony Kulturze Gloria Artis” (14 grudnia 2009)[15]
- Nagroda 100-lecia ZAiKS-u (2020)[16]